# Luchthaven Haifa

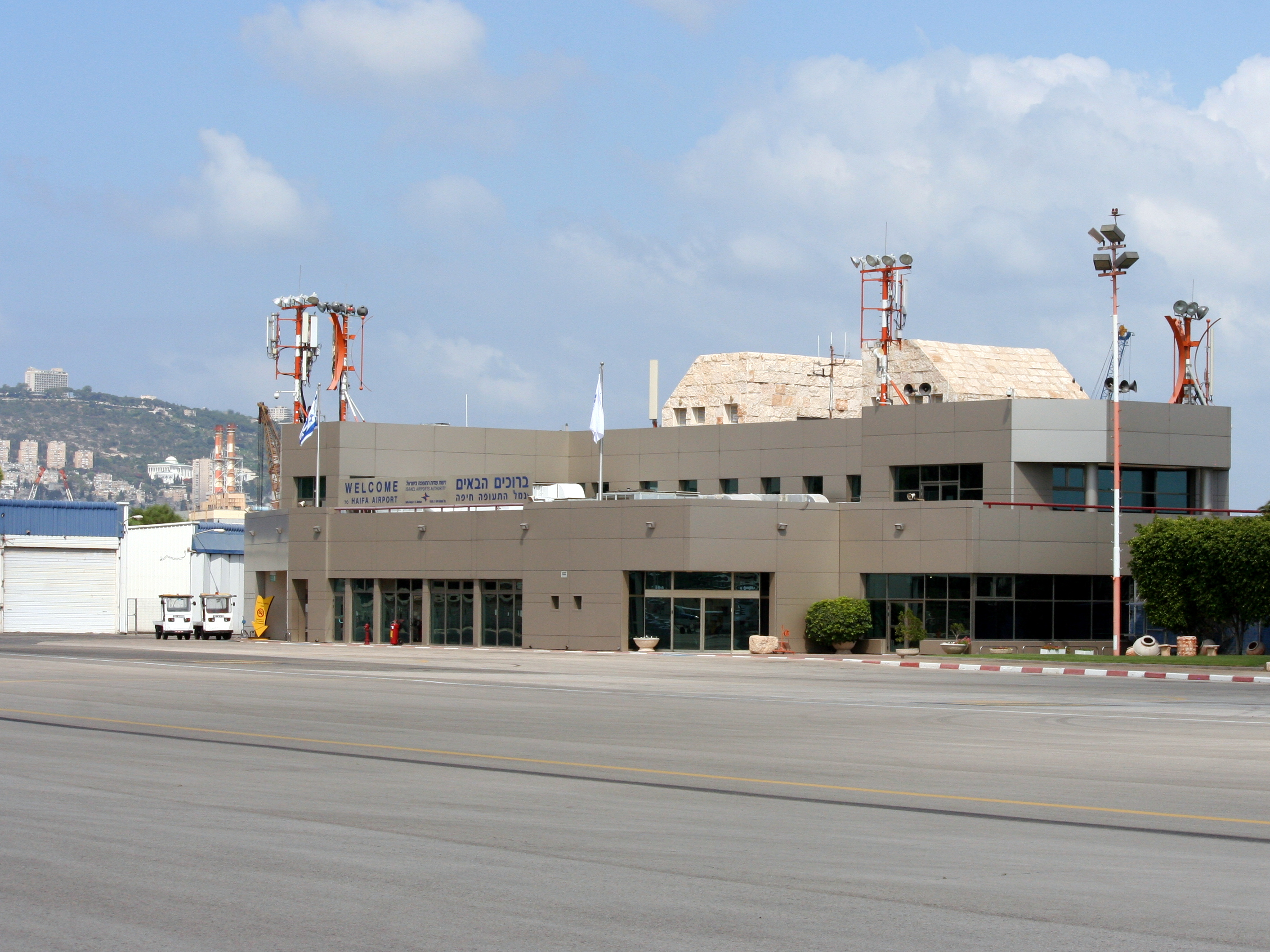
De terminal van Luchthaven Haifa

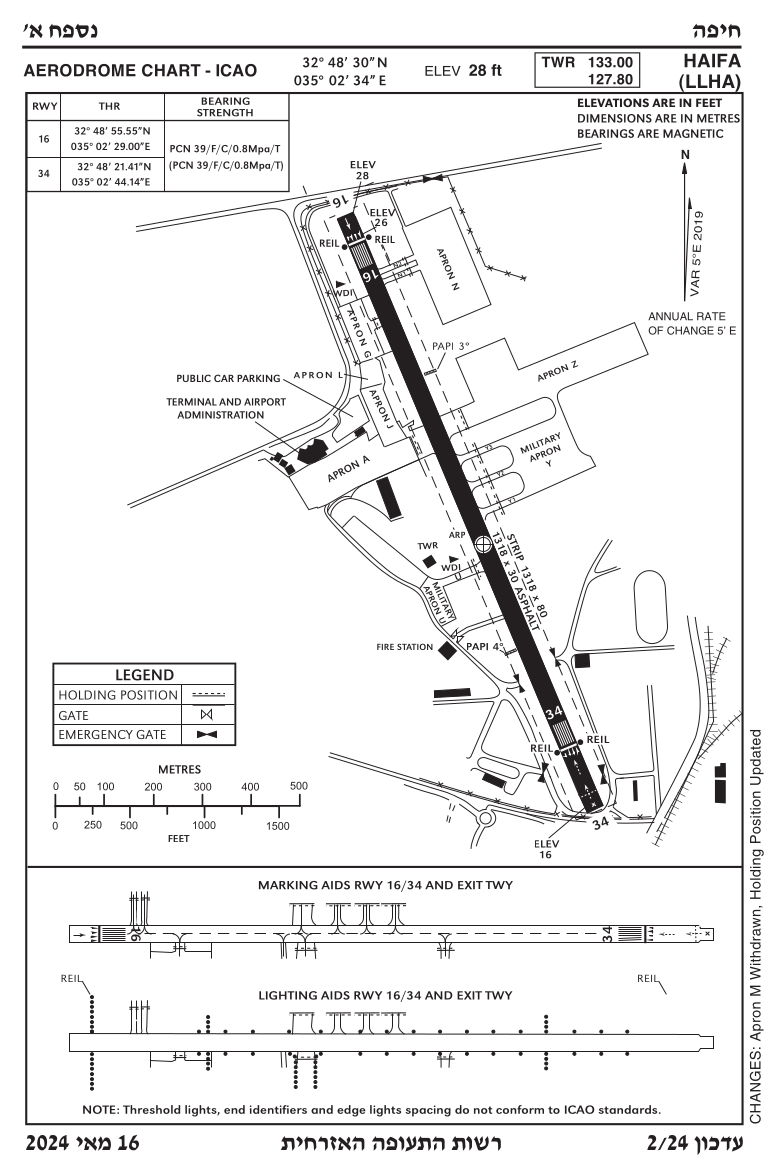
Kaart van de luchthaven

De Luchthaven Haifa (IATA: HFA, ICAO: LLHA), Engels: Haifa (International) Airport, ook bekend als U. Michaeli Airport, Hebreeuws: נְמַל הַתְּעוּפָה חֵיפָה - Namal HaTe'ufa Haifa, is een Israëlisch vliegveld in de noordelijke havenstad Haifa en bestaat uit één landingsbaan. De luchthaven is mede vernoemd naar de Israëlische luchtvaartpionier Uri Michaeli.
Het vliegveld ligt ten oosten van de stad en dient hoofdzakelijk voor burgerluchtvaart met daarnaast enige militaire luchtvaart. De meeste vluchten zijn binnenlands met bestemming Eilat en Tel Aviv, buitenlandse vluchten (elfduizend passagiers in 2012) worden onderhouden met Cyprus en Turkije.
In 2010 bedroeg het totale aantal vluchten 13.602 en werden er 83.131 passagiers vervoerd.

## Israëlische luchtvaartmaatschappijen
De volgende twee Israëlische luchtvaartmaatschappijen doen Luchthaven Haifa aan:
- Arkia Israeli Airlines met bestemmingen Luchthaven Eilat, Luchthaven Ovda en Luchthaven Sde Dov
- Israir Airlines met bestemmingen Luchthaven Eilat en Luchthaven Karpathos[1]

## Geschiedenis
Luchthaven Haifa werd in 1934 ten tijde van het Britse Mandaatgebied Palestina opgericht en was het eerste internationaal georiënteerde vliegveld van het mandaatgebied, aanvankelijk bedoeld voor het Britse leger en de Iraaks-Britse oliemaatschappij APS. Twee jaar laten vonden de eerste burgervluchten plaats maar deze werden vanwege het uitbreken van de Tweede Wereldoorlog in 1940 stopgezet om pas in 1948 na de oprichting van Israëlische staat weer te worden hervat. In de tussentijd diende de luchthaven van 1942 tot 1948 als een basis van de Royal Air Force voor het Midden-Oosten (RAF Haifa).